# Festival de Ball d'Eurovisió 2008
El II Festival de Ball d'Eurovisió es va celebrar a Glasgow, Escòcia, Regne Unit, el 6 de setembre de 2008.
Hi van participar 14 països i altres 10 van emetre el festival. Entre les novetats per a aquesta edició es trobaven la incorporació d'un jurat d'experts, procedents de països no partipants, que donaria el seu veredicte al costat del televot dels teleespectadors. Aquest jurat estava compost per quatre membres: Gladys Tay de Singapur, Barbara Nagode Ambroz d'Eslovènia, Michelle Ribas de França i Sven Trout d'Alemanya. Altra de les novetats que es van introduir en aquesta ocasió va ser que el país que resultés guanyador del certamen seria l'amfitrió i l'encarregat d'organitzar la següent edició. Fins al moment, les dues vegades havia tingut lloc al Regne Unit, ja que la idea inicial d'aquest concurs va sorgir de la BBC.
Els presentadors d'aquesta edició van ser, com en l'anterior edició, Graham Norton i Claudia Winkleman, i el certamen va tenir lloc al Scottish Exhibition and Conference Centre.
D'altra banda, hi va debutar l'Azerbaidjan i no hi van participar ni Alemanya, ni Suïssa ni Espanya, encara que aquesta última va haver d'emetre, segons la UER, el festival "per garantir l'interès general dels teleespectadors espanyols" a través de la 2 de TVE, encara que ho va fer en diferit.

## Participants

### Participants
| #  | País                  | Ballarins                                | Estils                                                           | Posició | Punts |
| -- | --------------------- | ---------------------------------------- | ---------------------------------------------------------------- | ------- | ----- |
| 01 | Suècia · TV4          | Jeanette Carlsson i Danny Saucedo        | Txa-txa-txa                                                      | 12      | 38    |
| 02 | Àustria · ORF         | Nicole Kuntner i Dorian Steidl           | Slowfox i Jive                                                   | 13      | 29    |
| 03 | Dinamarca · DR        | Katja Svensson i Patrick Spiegelberg     | Fusió de Samba, Tango, Pasdoble i Jazz Dance Contemporani        | 6       | 102   |
| 04 | Azerbaidjan · İctimai | Anna Sazhina i Eldar Dzhafarov           | Fusió de Pasdoble, ball folk nacional àzeri, Rumba i Tango       | 5       | 106   |
| 05 | Irlanda · RTÉ         | Dearbhla Lennon i Gavin O Fearraigh      | Pasdoble i Rumba                                                 | 11      | 40    |
| 06 | Finlàndia · YLE       | Maria Lund i Mikko Ahti                  | Tango                                                            | 10      | 44    |
| 07 | Països Baixos · TROS  | Roemjana de Haan i Thomas Berge          | Rumba i Showdance                                                | 14      | 1     |
| 08 | Lituània · LRT        | Rūta Ščiogolevaitė i Deivydas Emškauskas | Estil lliure de Rumba, Txa-txa-txa i elements acrobàtics         | 4       | 110   |
| 09 | Regne Unit · BBC      | Vincent Simone i Louisa Lytton           | Fusió de Pasdoble, Tango i Jive                                  | 9       | 47    |
| 10 | Rússia · C1R          | Alexander Litvinenko i Tatiana Navka     | Fusió de Txa-txa-txa, Samba, Rumba, Pasdoble i ball rus nacional | 2       | 121   |
| 11 | Grècia · ERT          | Jason Roditis i Tonia Kosovich           | Fusió de ritmes llatins                                          | 7       | 72    |
| 12 | Portugal · RTP        | Raquel Tavares i Armando Tinita          | Fusió de Rumba i Tango                                           | 8       | 61    |
| 13 | Polònia · TVP         | Edyta Herbuś i Marcin Mroczek            | Fusió de Rumba i Txa-txa-txa amb música moderna Jazz             | 1       | 154   |
| 14 | Ucraïna · NTU         | Lilia Podkopayeva i Kirilo Hitrov        | Jive amb elements de Rock and roll i música nacional ucraïnesa   | 3       | 119   |

## Mapa de participants

Països participants que es van classificar per a la final.
Països que hi van participar al passat però no el 2008.

## Marcador
|              |                                     | Votants |           |             |         |           |               |          |            |        |        |          |         |         |    |    |
| Jurado       | Suècia                              | Àustria | Dinamarca | Azerbaidjan | Irlanda | Finlàndia | Països Baixos | Lituània | Regne Unit | Rússia | Grècia | Portugal | Polònia | Ucraïna |    |    |
| Participants | Suècia                              | 4       | X         | 3           | 10      | 0         | 0             | 7        | 0          | 1      | 2      | 2        | 2       | 3       | 4  | 0  |
| Participants | Àustria                             | 0       | 0         | X           | 3       | 2         | 1             | 3        | 0          | 4      | 5      | 4        | 5       | 1       | 0  | 1  |
| Participants | Dinamarca                           | 48      | 8         | 7           | X       | 1         | 3             | 8        | 2          | 6      | 4      | 0        | 1       | 7       | 2  | 5  |
| Participants | Azerbaidjan                         | 28      | 5         | 8           | 0       | X         | 7             | 1        | 4          | 12     | 1      | 10       | 6       | 4       | 12 | 8  |
| Participants | Irlanda                             | 0       | 0         | 0           | 4       | 6         | X             | 2        | 0          | 5      | 8      | 7        | 0       | 0       | 6  | 2  |
| Participants | Finlàndia                           | 12      | 12        | 0           | 6       | 5         | 0             | X        | 1          | 3      | 0      | 0        | 0       | 2       | 3  | 0  |
| Participants | Països Baixos                       | 0       | 0         | 1           | 0       | 0         | 0             | 0        | X          | 0      | 0      | 0        | 0       | 0       | 0  | 0  |
| Participants | Lituània                            | 32      | 7         | 0           | 7       | 4         | 10            | 6        | 5          | X      | 10     | 5        | 4       | 5       | 8  | 7  |
| Participants | Regne Unit                          | 8       | 1         | 4           | 5       | 3         | 8             | 0        | 10         | 0      | X      | 1        | 3       | 0       | 1  | 3  |
| Participants | Rússia                              | 24      | 6         | 6           | 2       | 8         | 4             | 12       | 8          | 10     | 0      | X        | 12      | 10      | 7  | 12 |
| Participants | Grècia                              | 40      | 4         | 2           | 0       | 0         | 2             | 5        | 3          | 0      | 3      | 3        | X       | 6       | 0  | 4  |
| Participants | Portugal                            | 0       | 3         | 5           | 1       | 7         | 6             | 0        | 6          | 2      | 7      | 6        | 7       | X       | 5  | 6  |
| Participants | Polònia                             | 20      | 10        | 12          | 12      | 10        | 12            | 10       | 12         | 8      | 12     | 8        | 10      | 8       | X  | 10 |
| Participants | Ucraïna                             | 16      | 2         | 10          | 8       | 12        | 5             | 4        | 7          | 7      | 6      | 12       | 8       | 12      | 10 | X  |
| Participants | LA TAULA ESTÀ ORDENADA PER APARICIÓ |         |           |             |         |           |               |          |            |        |        |          |         |         |    |    |

### Màximes puntuacions
| Núm. | A           | De                                                     |
| ---- | ----------- | ------------------------------------------------------ |
| 5    | Polònia     | Àustria, Dinamarca, Irlanda, Països Baixos, Regne Unit |
| 3    | Rússia      | Finlàndia, Grècia, Ucraïna                             |
| 3    | Ucraïna     | Azerbaidjan, Rússia, Portugal                          |
| 2    | Azerbaidjan | Lituània, Polònia                                      |
| 1    | Finlàndia   | Suècia                                                 |

## Retransmissió
A més dels 14 països participants, altres 7 països van emetre el festival en directe, a més d'altres 3 en diferit:
- Albània
- ARI de Macedònia (avui, Macedònia del Nord)
- Armènia
- Belarús
- Bòsnia i Hercegovina, l'endemà
- Xipre
- Espanya, una hora després
- Islàndia
- Israel, l'endemà
- Malta